# Milka Bjelica
Milka Bjelica (ur. 22 czerwca 1981 w Belgradzie) – czarnogórska koszykarka grająca na pozycji centra lub silnego skrzydłowego (C/F). Reprezentantka kraju.
W sezonie 2010/2011 grała w Lotosie Gdynia.
W 2012 roku została ukarana sześciomiesięczną dyskwalifikacją za stosowanie niedozwolonych środków dopingujących, trwającą od 29 kwietnia do 28 października 2012 roku.
Jej rodzeństwo także uprawia sport: brat Milko jest koszykarzem i reprezentuje Czarnogórę, zaś siostra Ana jest siatkarką, reprezentantką Serbii.